# 国立女性教育会館
独立行政法人国立女性教育会館（こくりつじょせいきょういくかいかん）は、「独立行政法人国立女性教育会館法」で規定される文部科学省所管の独立行政法人、又はそれが運営する宿泊研修施設である。

## 概要
施設は埼玉県比企郡嵐山町にあり、NWECの広大な敷地は元々は日本農士学校だった。（東京ドーム5つ分　23ヘクタール）。
国立女性教育会館（ヌエック）は、国立オリンピック記念青少年総合センター（オリンピックセンター）、国立青少年交流の家（旧・青年の家）、国立青少年自然の家（旧・少年自然の家）同様に、あくまでも社会教育法に規定する社会教育施設であり、旅館業法に規定する宿泊施設（ホテルなど）感覚での利用はできない。本来は、1977年に「国立婦人教育会館」として宿泊棟も備えた研修施設の運営をし、地域活動の主婦リーダーの育成が主な事業として、設立された。
1999年以降の目的は、男女共同参画社会の形成の促進である。具体的には「女性教育指導者その他の女性教育関係者に対する研修、女性教育に関する専門的な調査及び研究等を行うことにより、女性教育の振興を図り、もって男女共同参画社会の形成の促進に資することを目的とする」（1999年独立行政法人国立女性教育会館法第3条）と定められている。
本館に男女共同参画および女性・家庭・家族に関する専門図書館である女性教育情報センター、女性教育や男女共同参画施策等に関わった全国的な女性団体や女性の史・資料の収集・整理・保存・提供を行う女性アーカイブセンターがある。

## 所在地
〒355-0292　埼玉県比企郡嵐山町菅谷728番地(旧日本農士学校跡地)
- 電車利用の場合:東武東上線武蔵嵐山駅から徒歩15分
- 自動車利用の場合:関越自動車道より東松山ICから国道254号で15分、嵐山小川ICから国道254号で15分

## 沿革
- 1977年（昭和52年）7月 文部省の附属機関として、 農村の指導的人材の養成を目的として設立された日本農士学校(1932年-1946年[9])のあった敷地の大部分に、地域活動の主婦リーダーの育成を主目的に「国立婦人教育会館」として、建設・設置された[3][10][11][6]。残りの部分は日本農士学校設立者である安岡正篤を後世に伝える財団法人郷学研修所(2012年以降から郷学研修所・安岡正篤記念館、公益財団法人郷学研修所・安岡正篤記念館」)となった[3][4][12]。
- 1979年（昭和54年）11月 情報図書室開室[10]。
- 1987年（昭和62年）11月から「婦人教育情報センター」へと改称[11]。
- 1999年(平成10年) から独立行政法人国立女性教育会館法の制定により、「男女共同参画社会の形成の促進」のための施設化。
- 2001年（平成13年）1月から「女性教育情報センター」へと改称[11]。
- 1997年（平成9年）1月 愛称を「ヌエック」に決定
- 2001年（平成13年）1月 名称を「国立女性教育会館」と改称[11]。
- 2001年（平成13年）4月 「独立行政法人国立女性教育会館」として、独立行政法人化[10]。
- 2015年（平成27年）7月 PFI（プライベート・ファイナンス・イニシアティブ）制度導入。それに伴い、落札した地元のビル管理会社「戸口工業」が特定目的会社「株式会社ヌエックベストサポート」を設立し運営開始[13]

## 施設
- 研修棟
- 実技研修棟
- 宿泊棟
- 体育施設
- 茶室
- 本館
- 女性教育情報センター（専門図書館）
- 女性アーカイブセンター
- 男女共同参画の木
- 散歩コース

## 事業内容
- 研修事業[15] 男女共同参画社会の実現に向けた人材の育成・研修の実施
- 調査研究事業[16] 男女共同参画社会の実現に向けた基盤整備のための調査研究の実施
- 広報・情報発信事業[17] [18][19]男女共同参画推進のため、関係機関の施策、事業、調査研究等の情報を幅広くとりまとめ整理・提供するとともに、広報・情報発信を充実・強化
- 国際貢献事業[20] ナショナルセンターとして、男女共同参画推進のための人材の育成や国際的課題の解決に向けた取組を推進
- ボランティア[21]